# Destin

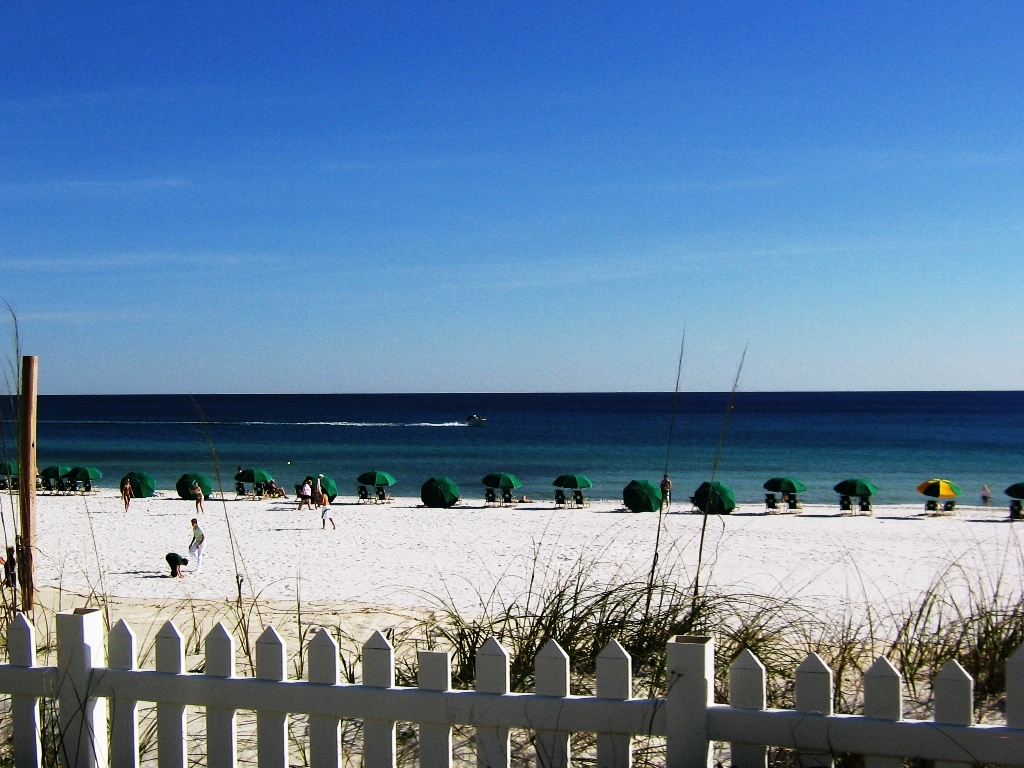
Destin, Florida

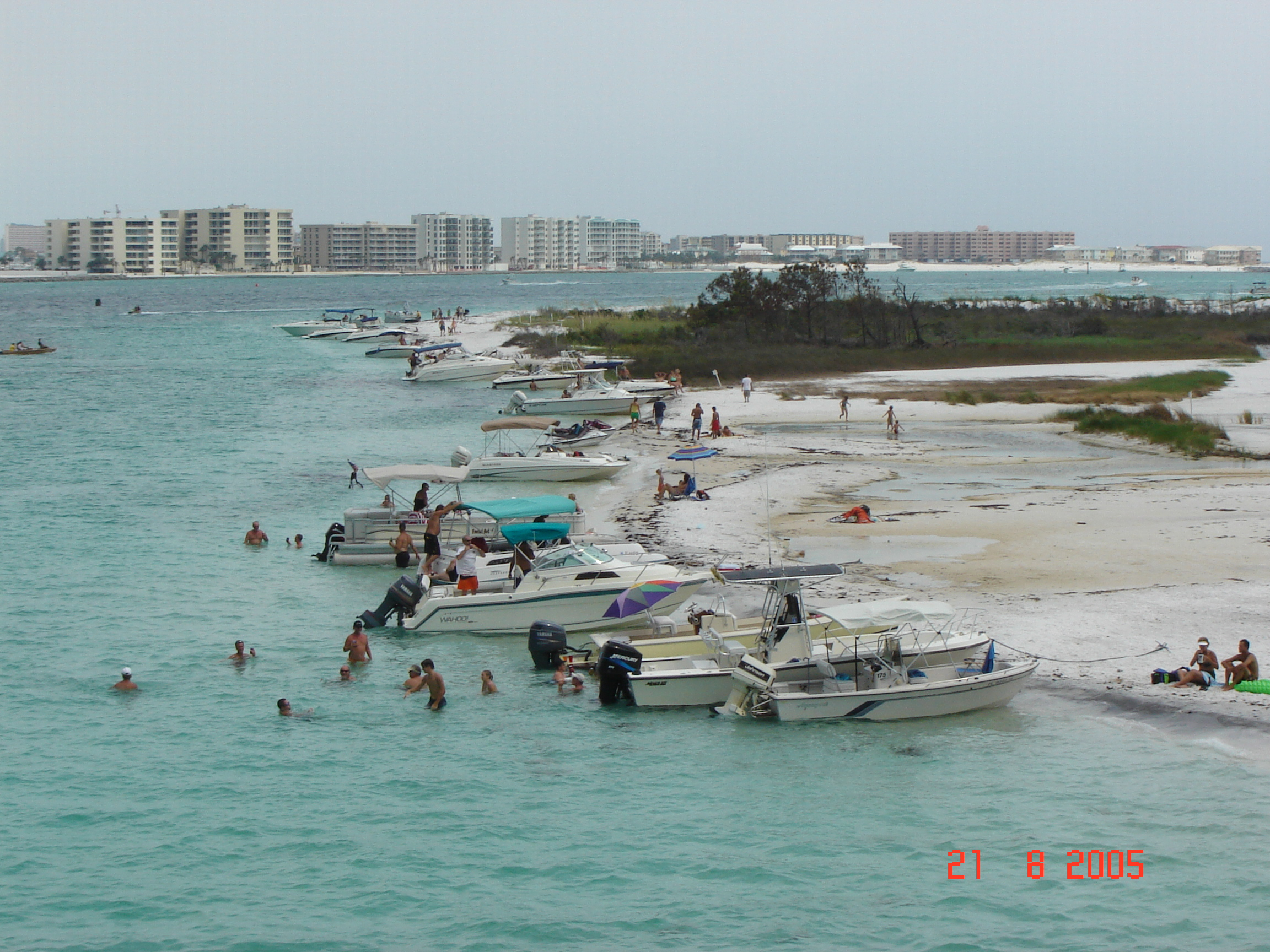
Een strand bij Destin

Destin is een stad in Okaloosa County, in de Amerikaanse staat Florida.
Destin is een kustplaats in het noorden van de Golf van Mexico en is van een kleine vissersplaats uitgegroeid tot een opkomende badplaats. Het ligt aan de bekende Emerald Coast (Smaragdkust) en dankt haar bekendheid aan de mooie witte stranden en vele hotels. 

Destin telt ongeveer 12.000 inwoners en heeft een oppervlakte van 21,2 km.

## Geschiedenis
Destin wordt ook wel "'s Werelds Gelukkigste Visdorp" genoemd en is al bewoond sinds de 8e eeuw. Destijds trokken Indiaanse bewoners naar dit gebied vanwege de vele en rijke oogstgronden door de zee en omliggende bossen. In 1538 werd Destin ontdekt door Spaanse verkenners. De Spaanse landopnemer Don Franciscaan Tapia, kreeg de opdracht een kaart van de Florida's zeekust te maken en heeft in 1693 de oudst bekende plattegrond van Destin getekend.
De moderne geschiedenis van Florida is genaamd naar Kapitein Leonard Destin, deze kwam oorspronkelijk uit Nieuw London, Connecticut en arriveerde in Destin in 1845. Kapitein Destin heeft de vishandel op gang gebracht, en tot op vandaag wordt deze visserij nog steeds voortgezet. Destin Florida bezit nog steeds de grootste vishaven van Florida.
Destins Oost-Kanaal is de enige waterweg van Choctawhatchee Bay naar de Golf van Mexico, en is ongeveer 100 X 100 kilometer.

## Dolfijnen
Vanuit Destin is het mogelijk om tegen betaling op zee dolfijnen te zien springen. De Golf van Mexico heeft precies de juiste temperatuur voor het paren van deze dieren, dus zijn er veel jonge dolfijnen.

## Plaatsen in de nabije omgeving
De onderstaande figuur toont nabijgelegen plaatsen in een straal van 16 km rond Destin.